# Episcoporum Poloniae coetus und Vratislaviensis-Berolinensis et aliarium
Episcoporum Poloniae coetus und Vratislaviensis-Berolinensis et aliarium waren zwei apostolische Konstitutionen, die als päpstliche Bullen am 28. Juni 1972 gleichzeitig von Papst Paul VI. veröffentlicht wurden. Sie waren Ergebnis des Warschauer Vertrags in 1970 sowie der Verhandlungen zwischen Vertretern des Heiligen Stuhls und den Behörden der Volksrepublik Polen im April und November 1971. Durch die Verhandlungen normalisierten sich die Beziehungen zwischen Polen und dem Heiligen Stuhl auf Arbeitsebene, jedoch keine volle diplomatische Beziehungen wurden wiederhergestellt. In den 1945 von Polen annektierten Gebieten (die ehemaligen deutschen Ostgebiete und die ehemals Freie Stadt Danzig, in Polen genannt wiedergewonnene Gebiete) wurde unter Bewahrung der kirchlichen Vorkriegsgrenzen eine normale kirchliche Hierarchie aufgebaut. Es wurden vier neue Diözesen errichtet und zusammen mit schon existierende drei anderen Diözesen in die bestehende polnische Hierarchie eingegliedert. Die Struktur hatte bis zur Apostolische Konstitution Totus Tuus Poloniae populus 1992 von Papst Johannes Paul II. Bestand.

## Polen

### Neue Diözesen
Aus der ausgelösten Apostolischen Administratur von Kamień, Lubusz und der Prälatur Piła, mit Sitz in Gorzów Wielkopolski:
1. Bistum Gorzów: aus Teilen des Bistums Berlin und der Prälatur Schneidemühl errichtet, Bischof wurde Wilhelm Pluta
2. Bistum Stettin-Cammin: aus Teilen des Bistums Berlin, Bischof wurde Jerzy Stroba
3. Bistum Koszalin-Kołobrzeg: aus Teilen des Bistums Berlin und der Prälatur Schneidemühl errichtet, Bischof wurde Ignacy Jeż;

Aus der ausgelösten Apostolischen Administratur von Opole:
1. Bistum Opole: aus den oberschlesischen Teil des Erzbistums Breslau und den Generalvikariat Branitz des Erzbistums Olmütz errichtet, Bischof wurde Franciszek Jop;

### Weitere Bestimmungen
- Das Bistum Ermland, zuvor Teil der Ostdeutschen Kirchenprovinz, wurde der Kirchenprovinz Warschau zugeordnet;
- Die Bistümer Gorzów und Oppeln bilden mit dem Erzbistum Breslau die Kirchenprovinz Breslau
- Die neugegründeten Bistümer Szczecin-Kamień und Koszalin-Kołobrzeg werden Teil der Kirchenprovinz Gnesen
- Das Bistum Danzig, zuvor exemt wird der Kirchenprovinz Gnesen zugeordnet.
- Das Gebiet des Generalvikariats Glatz des Bistums Königgrätz, sowie das Gebiet des Bistums Meißen östlich der Oder-Neiße-Grenze, wurden ebenfalls 1972 dem Erzbistum Breslau angegliedert
- Die Prälatur Schneidemühl zu Gunsten der Bistümer Köslin-Kolberg, Landsberg und Kulm aufgelöst.

## Deutschland
Am gleichen Tag wurden auch:
- das Gebiet um Görlitz und Cottbus als exemte Apostolische Administratur vom Erzbistum Breslau abgetrennt und seitdem als separat verwaltet, die 1994 zum Bistum Görlitz, Suffragan des Erzbistums Berlin, erhoben und vom Erzbistum Breslau rechtlich abgetrennt,
- Bistum Berlin aus der Kirchenprovinz Breslau ausgegliedert und exemt, 1994 zum Erzbistum erhoben mit zugeordneten Suffraganbistümer Dresden-Meißen und Görlitz.[1]

## Tschechoslowakei
- Die Apostolische Administratur von Český Těšín (der in der Tschechoslowakei liegende Teil des Erzbistums Breslau, der ein Fragment von Mährisch-Schlesien umfasste) wurde 1978 an das Erzbistum Olmütz abgetreten und 1996 wiederum als dessen Suffraganbistum Ostrau-Troppau ausgegliedert.